# .sx
.sx – domena internetowa przypisana do Sint Maarten. Została utworzona 20 grudnia 2010. Zarządza nią SX Registry SA B.V..